# Partido Democrata Sufragista
Partido Democrata Sufragista var en kubansk kvinnoorganisation, grundad 1927. Det var en av Kubas ledande kvinnoorganisationer. 
Föreningen grundades av María Collado Romero. Det var en utbrytargrupp ur Kubas första rösträttsförening Partido Nacional Sufragista, där Collado Romero hade varit vice ordförande, tills hon hamnade i konflikt med ordföranden Amalia Mallén om föreningens inställning till president Gerardo Machado, som hade utlovat kvinnlig rösträtt på kvinnokongressen 1925, men brutit sitt löfte. 
Partido Democrata Sufragista var en utpräglat borgerlig rösträttsförening, som dominerades av sin ordförande Collado Romero. Hon grundade kvinnotidningen La Mujer (1929-1942), som var Kubas mest långvariga kvinnotidning och fungerade som föreningens talorgan. Collado Romeros huvudfråga var införandet av kvinnlig rösträtt. Hennes policy var att ta fasta på Gerardo Machados principiella löfte från 1925, och försöka påverka honom att uppfylla det. Kubas övriga kvinnoföreningar tog avstånd från Machado då han inte prioriterade sitt löfte, och Partidos linje innebar därför en splittring av Kubas feministrörelse. Hon hade en reformistisk linje, och ansåg att målen gynnades bäst genom att utöva inflytande inifrån, samtidigt som denna metod också motverkade hotet från marxismen. 
Collado Romero förklarade sin förening lojal mot Machado, och som ett tecken på detta gav hon sitt stöd till hans politik offentligt, och förhärligade presidenten och hans familj. Samtidigt använde hon och hennes medlemmar sitt offentliga inflytande i press och föreningsliv till att ta avstånd från regeringsmedlemmar och politiker som var emot kvinnlig rösträtt, och fördöma dem som omoraliska. 
Rösträtten var föreningens huvudfråga, men inte dess enda fråga. Collado Romero verkade också hos regering och myndigheter i flera enskilda frågor för att utöka kvinnors möjligheter att utbilda sig och arbeta; bland annat för att kvinnor i Havanna skulle få arbeta som bussförare. 
Föreningens huvudrival var den demokratiska Alianza Nacional Feminista och sedan dennas utbrytargrupp, den marxistiska Union Laborista de Mujeres under Ofelia Dominguez, som hon inför presidenten använde som varnande exempel. 
Partido Democrata Sufragista tillhörde de ledande kvinnoföreningarna på Kuba före den kubanska revolutionen, jämsides med den borgerliga rösträttsföreningen Club Femenino de Cuba, den demokratiska föreningen Alianza Nacional Feminista, den intellektuella Lyceum Lawn/Tennis Club, och den marxistiska och meritokratiska Union Laborista de Mujeres. 